# Julie Marson
Julie Marson (née le 23 mars 1965) est une femme politique britannique Parti conservateur, qui est députée pour Hertford et Stortford de 2019 à 2024.

## Biographie
Marson est né à Barking, Londres et travaille dans la finance,. Elle fait ses études au Woodford County High School for Girls et au Downing College de Cambridge.
Elle se présente pour Dagenham et Rainham dans l'est de Londres aux élections générales de 2015, terminant à la troisième place. Elle se présente à nouveau deux ans plus tard aux élections anticipées de 2017, cette fois-ci en terminant à la deuxième place et en augmentant sa part des voix de 16%.
Le 24 octobre 2019, l'association conservatrice de Hertford and Stortford la choisit pour remplacer Mark Prisk. Le 12 décembre 2019, aux élections générales, Marson est élue député avec une majorité de plus de 19000 voix.
Le 8 juin 2020, elle appelle à une interdiction mondiale des marchés humides.